# Tungsram strand
Koordináták: é. sz. 47° 35′ 15″, k. h. 19° 04′ 43″47.587500°N 19.078611°E

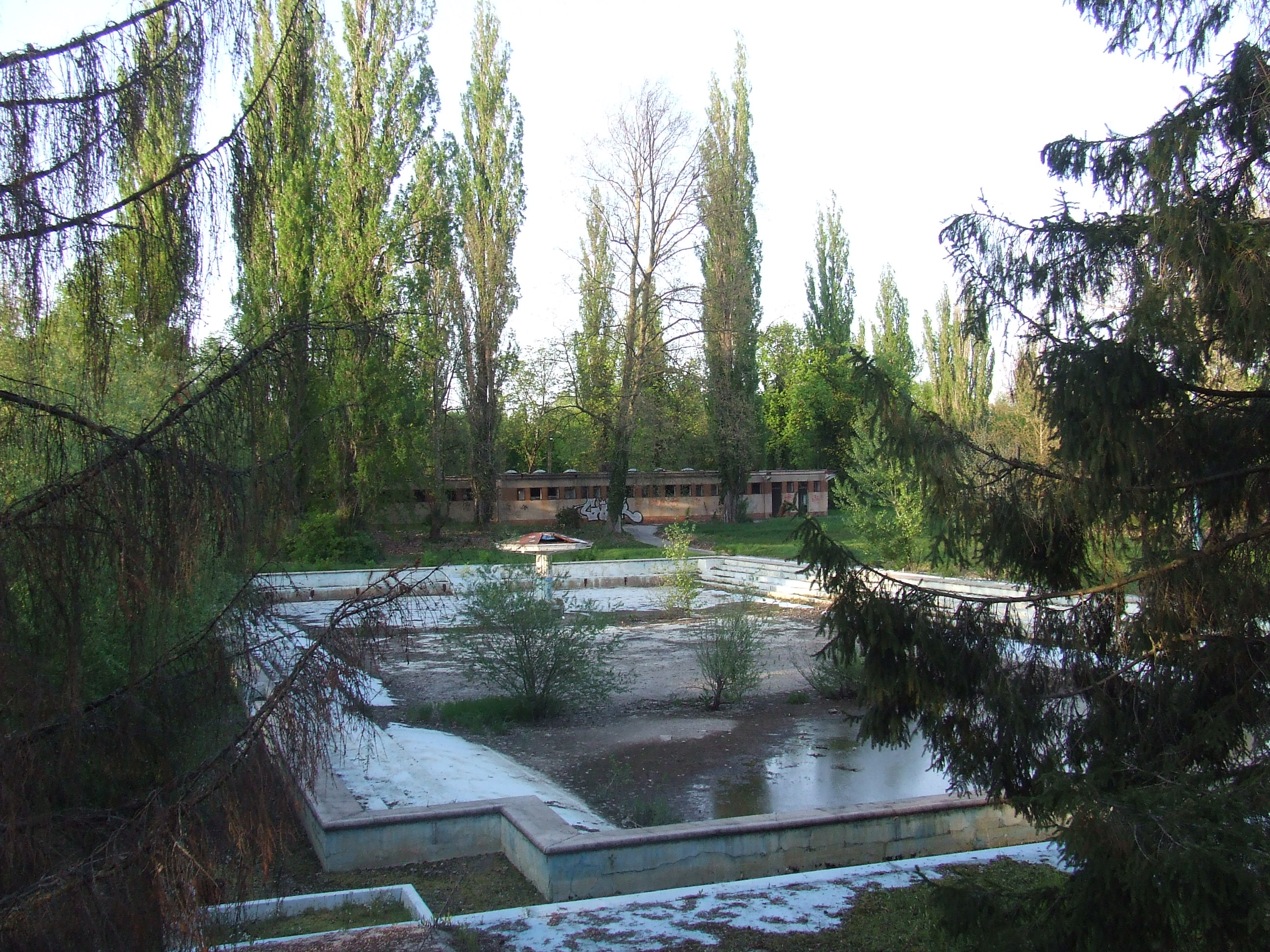
A strand állapota a bezárás után egy évvel

A Tungsram strand, eredeti nevén UTE Dunafürdő (az újpesti szleng becenevén a "Tungi") 1938. július 10-én nyílt meg és hivatalosan 2004. augusztus 26-án zárt be végleg.

## Története
A folyamszabályozás során a Szentendrei-sziget déli csúcskénél, a váci főág és a szentendrei Duna ág összefolyásánál 1921-1923 között 600 méterre szűkítették az addig 830 méter szélességű medret. A megyeri parton nyert 900 méter hosszúságú feltöltött területen 1938-ban nyílt meg a Tungsram strand, eredeti nevén UTE Dunafürdő a budapesti Külső-Váci út mentén, a jellegzetes Megyeri csárda szomszédságában. A (külső) Váci úti telephelyre 1901-ben költözött Egyesült Izzó, később Tungsram igazgatójának Aschner Lipótnak köszönhető a strand megnyitása, aki akkoriban az UTE vezetője is volt, és ezzel a tettével a sportegyesületet is megmentette a csődtől. Ünnepélyes keretek között nyílt meg az akkor már több medencével is büszkélkedhető strandfürdő. A megnyitón jelen volt Pohl Sándor újpesti polgármester, ifj. Horthy Miklós, a Magyar Úszó Szövetség elnöke, Dr. Mikecz Ödön igazságügyi miniszter és Aschner Lipót, az Egyesült Izzó vezetője is. A beszédek után nemzetközi úszóversennyel és vízipóló mérkőzéssel zárták a napot.
Újpesten már 1889-ben állt egy kis faszerkezetű uszoda a mai József Attila utca végénél, melyet 1910-ben a Népsziget partjaihoz helyeztek át, azzal az ürüggyel, hogy az akkor alakult úszószakosztálynak helyet biztosítsanak. A Megyeri csárda alatti homokos partszakaszt az újpestiek "Lidónak" nevezték el, azonban a gyors sodrású Duna minden évben követelt halálos áldozatokat, így született meg a strandfürdő ötlete.

## Létesítmények
A strand területe 30.000 m2-en fekszik, melyen az alábbi medencék találhatóak meg: 
- 50 x 20 méteres versenymedence, körülötte 700 ülőhellyel és több száz állóhellyel, a sportolóknak
- 50 x 25 méteres medence, a vendégeknek
- gyermekmedence

A strand befogadóképessége jóval tízezer fő fölött volt, egyszerű hely volt, de az emberek éppen ezért kedvelték. A strand egyik jellegzetessége, a "gombás" medence csak később épült. A telepen található volt egy 200 csónakot befogadó csónakház is, ahol a csónakosok kabinjai, valamint irodahelyiségek is megtalálhatóak voltak.
A strand hamar az újpestiek kedvelt helyévé vált, annak ellenére, hogy a tömegközlekedés igencsak nehézkes volt. Ennek megoldását Aschner saját zsebéből oldotta meg, 1947-ben a 87-es villamos vonalát meghosszabbíttatta a Megyeri Csárdáig. (A járat 1950-1985 között a 10-es számot viselte.) A befektetés bőségesen megtérült, hiszen óriási élet volt itt az 1980-as évekig.

## Élet a strandon
Sokan emlékezhetnek a legendás úszómester-edzőre Csukor Lászlóra, aki hatalmas népszerűségnek örvendett, de tisztelték is őt az ide látogató fiatalok. Legtöbbször a mélyvíznél lévő színes csíkos napernyője alatt tartózkodott, és folyamatosan figyelte a strand eseményeit, történéseit. Aki idejében érkezett a strandra, annak mindig jutott a nagy felfújható gumibelsőkből, melyet mindössze pár forintért kínáltak a vendégeknek. Aki nem viselkedett rendesen, azokra azonnal rásípolt, és fenyegető mozdulatokkal tudatta elégedetlenségét, mert a zsivajt átkiabálnia reménytelennek tűnt. A mindenki által kedvelt Laci bácsi 1987-ben halt meg. 50 éves pályafutása alkalmával a strand közelében szobrot emeltek a tiszteletére.
Az 1990-es évektől a gyermekmedencében sokszor nem is volt víz, a fiatalok focipályának használták. Több csapat is várakozott arra, hogy használhassák az alkalmi focipályát. A "gombás" medencétől nem messze volt a főépület, ahol a gépházban melegítették a kútból nyert vizet, illetve egyéb épületek is találhatóak voltak ott. A gépház tetején helyezkedett el az egyik büfé egy kisebb terasszal, ahol az emberek felfrissíthették magukat. A főépület előtt is volt egy büfé, ahol nem ritkán harminc méteres sor is kígyózott.

## Bezárása
A rendszerváltás után a strand veszített a népszerűségéből. A General Electric nevű amerikai cég 1990-ben megvette a Tungsramot és költséghatékonysági okokból szabadult volna a strandtól, valamint a számára feleslegesnek ítélt épületeitől. Egyetlen komoly érdeklődő akadt csupán, egy holland cég, akik egy aquaparkot szerettek volna létrehozni a strand helyén, azonban a talajtani vizsgálatok ezt meghiúsították. Azt terjesztették, hogy ennek köze van a higanylámpa gyártásával járó szennyeződéshez. Ezek után tovább veszített a hírnevéből. A 2004. év nyári szezonját jelölte ki a vezetőség a strand bezárására, azonban még 2005-ben is üzemelt, igaz, már csak a "gombás" medence működött. A strand helyzetét nehezíti, hogy a General Electric, illetve a IV. kerületi Önkormányzat is érintett az ügyben, hiszen amíg az egyik a területet, a másik az üzemeltetési jogot birtokolja.

## Jegyárak
Az utolsó szezon után 2005-ben az alábbi jegyárak voltak érvényben: 
- gyerek napijegy, 18 éves korig: 500 Ft
- felnőtt napijegy: 750 Ft

## Napjainkban
Azóta a területen már csak a fákkal benőtt medencék romjai mellett omladozó épületek posztapokaliptikus látványa bizonyítja, hogy itt valaha egy virágzó strand üzemelt.